# Guepinia
Guepinia Fr. (płomyczka) – rodzaj grzybów z rzędu uszakowców (Auriculariales). W Polsce występuje jeden gatunek.

## Systematyka i nazewnictwo
Pozycja w klasyfikacji według Index Fungorum: Incertae sedis, Auriculariales, Incertae sedis, Agaricomycetes, Agaricomycotina, Basidiomycota, Fungi.
Nazwą rodzaju utworzył Elias Fries. Uczcił nią francuskiego  botanika i mykologa Jeana Pierre Guépina.
Synonimy naukowe: Gyrocephalus Bref., Phlogiotis Quél., Tremella sect. Tremiscus Pers., Tremiscus (Pers.) Lév.
Nazwę polską zarekomendowała Komisja ds. Polskiego Nazewnictwa Grzybów Polskiego Towarzystwa Mykologicznego w 2021. Wcześniej pojawiało się spolszczenie „guepinia”.

## Niektóre gatunki
- Guepinia capitata Feltgen 1906
- Guepinia helvelloides (DC.) Fr. 1828 – płomyczka galaretowata
- Guepinia lutea Bres. 1904
- Guepinia monticola Tracy & Earle 1901
- Guepinia pennsylvanica Overh. 1940

Nazwy naukowe na podstawie Index Fungorum. Uwzględniono tylko gatunki zweryfikowane. Nazwy polskie według rekomendacji Komisji ds. nazewnictwa grzybów.